# Ilex qingyuanensis
Ilex qingyuanensis là một loài thực vật có hoa trong họ Aquifoliaceae. Loài này được C.Z. Zheng mô tả khoa học đầu tiên năm 1980.